# Центральна бібліотека Демидівської селищної ради
КЗ «Центральна бібліотека» Демидівської селищної ради — головна книгозбірня Демидівська територіальної громади, депозитарій краєзнавчих ресурсів, культурно-освітній, методичний та навчальний центр. Розташована бібліотека в селищі Демидівка Дубенського району Рівненської області. Головна бібліотека громади має документально-інформаційний фонд 38 тис. примірників творів друку, яким щорічно користуються приблизно 3 тис. читачів, передплачує понад 23 назви газет та журналів. До грудня 2017 року — центральна районна бібліотека.

## Історія бібліотеки
Історія бібліотеки Демидівщини — веде свій відлік, ймовірно, з XVI—XVII ст., коли при церковнопарафіяльних школах монастирів і церков засновувались книгозбірні.
Переважали твори українських письменників, громадських діячів, істориків. Підвищений попит мали бібліотечні серії «Учіться брати мої», «Бібліотека рідної мови», «Знання». У 1939 році діяльність просвітянських книгозбірень припинилась. Перший бібліотечний державний заклад засновано в смт Демидівка в 1940 році. У структурному плані бібліотека складалася з абонемента та читального залу. Поступово зростали книжкові фонди, розширювалась структура і штат бібліотеки.

Хата-читальня, 50-ті роки XX ст.

У 1964 році у районній бібліотеці був створений краєзнавчий куток, який вмістив у собі альбоми. З історії сіл Млинівщини, «Партизанський рух на Ровенщині», «Народжений для подвигу», «В боях за Млинівщину», тематика картотеки «Люби і знай свій край», плакат «Це було на Рівненщини» оформлювались книжкові виставки, проводились обговорення книг, огляди літератури. У читальному залі дитячої бібліотеки був виготовлений альбом «В усіх країнах друзі є у нас», в якому зібрані матеріали листування читачів бібліотеки з ровесниками Чехословаччини, Польщі, Болгарії, Румунії.
В 1967-му збудовано районний будинок культури, куди згодом перемістилась районна бібліотека. В центральній районній бібліотеці оформлено стенд про бібліотеки «Відмінної роботи».
Працівники районної бібліотеки беруть участь у проведенні як обласних, так і районних конференцій, оглядів, конкурсів. Досвідом роботи з пропаганди передового досвіду сільського господарства і на обласному семінарі бібліотечних працівників завідувачка районної бібліотеки Пастух Валентина Сергіївна. В бібліотеках оформлялись кутки передового досвіду сільськогосподарського виробництва, на виробничих ділянках діяли галузеві пересувки.
Централізована бібліотечна система почала діяти з 1 березня 1976 року. До неї ввійшла 76 бібліотек, з них 72 сільські, ЦРБ, районна дитяча бібліотека, міська бібліотека для дорослих та міська бібліотека для дітей.
Створення культурно-спортивних комплексів сприяло розв'язання виробничих та ідейно-господарських проблем у районі. На той час їх діяло 43. Центральна районна бібліотека співпрацювала із відомими бібліотеками, товариством «Знання», «Товариством любителів книги», музичною та художньою школами, місцевим радіо, районною газетою «Зоря».
Для забезпечення задоволення інформаційних запитів різних категорій читачів на базі відділу обслуговування районної бібліотеки було створено довідково-інформаційні фонди, які сформували довідково — інформаційний центр.
З 1 січня 1996 року утворено Демидівський район, до якого відійшли 20 бібліотек. Директором Демидівської ЦРБ є Безецна Марія Миколаївна.
90-ті роки — перспектива злиття бібліотек сільських і шкільних. Окремі приміщення передаються в оренду. Всі ці заходи сприяли забезпеченню життєдіяльності бібліотек у нових умовах.
На посаді директора ЦСПШБ працювала Юхимчук Валентина Євгенівна, а очолювала дитячий відділ Яковюк Антоніна Олександрівна. Бібліотеки Демидівської ЦСПШБ були осередками інформаційної та просвітницької діяльності. Центрами культури та дозвілля. Виховними закладами для всіх верств населення. Правова освіта населення. Патріотичне та екологічне виховання, робота на допомогу екологічному процесу, зв'язок із громадськістю в центрі поля зору бібліотечних працівників. Бібліотеки беруть участь у реалізації Національної програми «Діти України», обласного проєкту «Екологічний резонанс», районних програм «Українська родина», «Програми збереження бібліотечних фондів на 2000—2005 рр.», а також акція «Подаруй бібліотеці книгу». В ЦРБ приділяється увага вивченню запитів та потреб читачів шляхом опитування, анкетування, інтерв'ювання, проведення аналізів читання, локального вивчення читацьких інтересів
У ході виховання програми «Українська родина» в бібліотеках організовуються родинні свята, свята Української родини, зустрічі трьох поколінь, дні матері. До дня матері проведено тематичні вечори «Вклонімось мамі до землі», «Ми матір називаємо святою», «Цілуймо руки наших матерів» в ЦРБ, бібліотеках сіл Рудка, Глибока Долина, Рогізне.
У 2006 р. директором ЦСПШБ стає Тимощук Валентина Миколаївна. У цьому ж році ЦРБ підключено до мережі Інтернет. Інтернет дав можливість покращити інформаційні запити читачів, а також задовольнити їх потреби.
У 2016 році в результаті децентралізації і створення Боремельської ТГ, із системи виокремились 3 бібліотеки — Малівська, Золочівська та Боремельська.
У 2017 році після створення Демидівської ТГ систему бібліотек реорганізовано і приєднано два заклади з колишньої Пляшевської сільської ради. Утворено комунальний заклад «Центральна бібліотека» Демидівської селищної ради.

## Сучасний стан
На сучасному етапі центральна бібліотека громади забезпечує:
- Вивчення та впровадження передового досвіду та інноваційних технологій бібліотечного обслуговування;
- Надання методичної, практичної, консультаційної допомоги бібліотекам, удосконаленням форм і методів бібліотечної роботи;
- Формування, активне використання та збереження бібліотечних ресурсів;
- Подальше забезпечення безкоштовного доступу до інформаційних ресурсів Інтернет;
- Забезпечення діяльності центрів регіональної інформації та акумуляції повної інформації про регіон;
- Організація системи підвищення кваліфікації бібліотечних працівників шляхом проведення семінарів, практикумів, виїзних кущових семінарів, методичних днів, днів професійного спілкування;
- Розширення сфери платних послуг та залучення позабюджетних коштів на розвиток бібліотечних ресурсів.
- Пошук нових шляхів і форм обслуговування користувачів, творчий підхід до справи, привабливість приміщень сприяє підвищенню суспільної ролі бібліотеки серед жителів місцевої громади.

## Фонд
Книжковий фонд Центральної бібліотеки універсальний за змістом і складає майже 38 тис. екземплярів книг. Щороку книгозбірня отримує 23 назви періодичних видань.
Книжковий фонд поповнюється по державній програмі, за кошти селищного бюджету та за кошти, що надходять від надання платних послуг, а також частина книг надходить, як дарунок від читачів. Обробка документів здійснюється централізовано через відділ комплектування та обробки документів ЦБ, де ведуться обліковий картковий каталог, електронний каталог книг та електронний каталог книг краєзнавчої тематики.

### Дитячий відділ

Дитячий відділ. Фото 1980 р.

## Відділи бібліотеки

### Шкільний відділ
Знаходиться у школі-ліцеї.

## Послуги для користувачів
Центральна бібліотека щорічно обслуговує близько 2 тис. користувачів. Це учнівська молодь, студенти, працівники установ, безробітні, пенсіонери. Сьогодні імідж бібліотеки залежить від розуміння бібліотекарів своєї нової ролі в житті суспільства. Сучасний бібліотекар суміщає у своїй роботі традиційні та інноваційні методи роботи.
До послуг користувачів:
- книги українських та зарубіжних авторів, періодичні та електронні видання, аудіо книги на CD-дисках;
- карткові та електронний каталоги;
- безкоштовний доступ до мережі Інтернет та зона вільного Wi-Fi;
- ксерокопіювання та роздрукування документів;
- бібліографічні довідки, в тому числі для віддалених користувачів;
- клуби за інтересами та масові заходи, навчання навичкам роботи на ПК.

Книгозбірня у своєму користуванні має 6 одиниць комп'ютерної техніки. Вільним доступом до Інтернет у Центральній бібліотеці користуються різні верстви населення: учні школи, студенти, молодь, вчителі, лікарі, безробітні, підприємці, пенсіонери та ін. Кожен бажаючий може ефективно використовувати сучасні інформаційні технології для задоволення своїх інформаційних потреб, стати активним учасником соціальних мереж, завести електронну скриньку та отримувати листи, спілкуватися за допомогою відеозв'язку з близькими та рідними, які проживають на відстані.
При центральній бібліотеці діє Центр регіональної інформації. Основна діяльність центру спрямована на інформування населення про всі важливі рішення органів влади. Таке співробітництво сприяє реалізації принципу відкритого суспільства, а також є реальною можливістю по-новому будувати відносини з органами місцевої влади. Фонд рішень органів влади постійно поповнюється новими документами.
При книгозбірні діє Пункт Доступу Громадян (ПДГ) до інформації, де жителі місцевої громади мають можливість отримати інформацію органів державної влади та дізнатись, яким чином можна долучитись та впливати на законодавчий процес.